# Hullámtényező
A hullámtényező a rádiótechnikában, antennatechnikában gyakran előforduló tényező. Jele: β
A hullámtényezőt nevezik még fázisállandónak is. A következőképp számítható:
Radiánban:
{\displaystyle {\ce {\beta = {\frac {2 \pi}{\lambda}}}}}
Fokban:
{\displaystyle \beta ={\frac {360}{\lambda }}}